# Volta a Cataluña 1965
La Volta a Cataluña 1965 fue la 45ª edición de la Volta a Cataluña. Se disputó en 8 etapas del 12 al 19 de septiembre de 1965 con un total de 1.114 km. El vencedor final fue el español Antonio Gómez del Moral del equipo Kas por delante de su compatriota Carlos Echeverría y del italiano Roberto Poggiali del Ignis.
La quinta, sexta y séptima etapas estaban divididas en dos sectores. Había tres etapas contrarreloj. La primera etapa era una contrarreloj por parejas; y dos individuales, una en el primer sector de la quinta etapa y la otra en el segundo sector de la sexta.

## Etapas
| Etapa | Fecha            | Ciudades de etapa                                  | km    | Vencedor de la etapa    | Líder de la general       |
| ----- | ---------------- | -------------------------------------------------- | ----- | ----------------------- | ------------------------- |
| 1ª    | 12 de septiembre | Tortosa – Tortosa CRP                              | 79,0  | V. Uriona - F. Gabica   | Valentín Uriona           |
| 2ª    | 13 de septiembre | Tortosa – Tarragona                                | 149,0 | Remo Stefanoni          | Carlos Echeverría         |
| 3ª    | 14 de septiembre | Tarragona – Lérida                                 | 112,0 | Imerio Massignan        | Carlos Echeverría         |
| 4ª    | 15 de septiembre | Lérida - San Julián de Loria ( Andorra)            | 150,0 | Joao Roque              | Antonio Gómez del Moral   |
| 5ª A  | 16 de septiembre | La Rabassa ( Andorra) (CRI)                        | 6,0   | Ex aequo 3 ciclistas    | Antonio Gómez del Moral   |
| 5ª B  | 16 de septiembre | San Julián de Loria ( Andorra) - Olot              | 161,0 | Roberto Poggiali        | Antonio Gómez del Moral   |
| 6ª A  | 17 de septiembre | Olot - La Bisbal de Ampurdán                       | 114,0 | Willy Monty             | Antonio Gómez del Moral   |
| 6ª B  | 17 de septiembre | La Bisbal de Ampurdán - San Felíu de Guixols (CRI) | 38,0  | Antonio Gómez del Moral | } Antonio Gómez del Moral |
| 7ª A  | 18 de septiembre | San Felíu de Guixols - Vallpineda                  | 180,0 | Willy Monty             | Antonio Gómez del Moral   |
| 7ª B  | 18 de septiembre | Vallpineda – Castelldefels                         | 57,0  | Ramón Sáez              | Antonio Gómez del Moral   |
| 8ª    | 19 de septiembre | Castelldefels - Barcelona                          | 68,0  | Valentín Uriona         | Antonio Gómez del Moral   |

### 1ª etapa[1]
12-09-1965: Tortosa – Tortosa, 79,0: CR per parelles
|   | Ciclista                           | Equipo | Tiempo     |
| - | ---------------------------------- | ------ | ---------- |
| 1 | V. Uriona - F. Gabica              | Kas    | 3h 40' 24" |
| 2 | A. Gómez del Moral - C. Echeverría | Kas    | +1' 56"    |
| 3 | M. Martín Piñera - J. Uribezubia   | Kas    | +2' 59"    |

|   | Ciclista          | Equip | Temps      |
| - | ----------------- | ----- | ---------- |
| 1 | Valentín Uriona   | Kas   | 1h 50' 12" |
| 2 | Francisco Gabica  | Kas   | m. t.      |
| 3 | Carlos Echeverría | Kas   | + 58"      |

### 2ª etapa
13-09-1965: Tortosa – Tarragona, 149,0 km.:
|   | Ciclista         | Equipo           | Tiempo     |
| - | ---------------- | ---------------- | ---------- |
| 1 | Remo Stefanoni   | Ignis            | 3h 45' 40" |
| 2 | José Segú        | AC Montjuïc-Tedi | m. t.      |
| 3 | Imerio Massignan | Ignis            | m. t.      |

|   | Ciclista                | Equipo               | Tiempo     |
| - | ----------------------- | -------------------- | ---------- |
| 1 | Carlos Echeverría       | Kas                  | 5h 36' 50" |
| 2 | Antonio Gómez del Moral | Kas                  | m. t.      |
| 3 | Ginés García            | Inuri-Margnat Paloma | + 1' 15"   |

### 3ª etapa[2]
14-09-1965: Tarragona – Lérida, 112,0 km.:
|   | Ciclista            | Equipo | Tiempo     |
| - | ------------------- | ------ | ---------- |
| 1 | Imerio Massignan    | Ignis  | 2h 56' 54" |
| 2 | José Luis Talamillo | Olsa   | m. t.      |
| 3 | Remo Stefanoni      | Ignis  | m. t.      |

|   | Ciclista                | Equipo               | Tiempo     |
| - | ----------------------- | -------------------- | ---------- |
| 1 | Carlos Echeverría       | Kas                  | 8h 33' 44" |
| 2 | Antonio Gómez del Moral | Kas                  | m. t.      |
| 3 | Ginés García            | Inuri-Margnat Paloma | + 1' 15"   |

### 4ª etapa[3]
15-09-1965: Lérida - San Julián de Loria, 150,0 km.:
|   | Ciclista                | Equipo                   | Tiempo     |
| - | ----------------------- | ------------------------ | ---------- |
| 1 | Joao Roque              | Olsa                     | 3h 59' 41" |
| 2 | Willy Monty             | Pelforth-Sauvage-Lejeune | + 24"      |
| 3 | Antonio Gómez del Moral | Kas                      | m. t.      |

|   | Ciclista                | Equipo               | Tiempo      |
| - | ----------------------- | -------------------- | ----------- |
| 1 | Antonio Gómez del Moral | Kas                  | 12h 33' 49" |
| 2 | Carlos Echeverría       | Kas                  | + 3' 23"    |
| 3 | Ginés García            | Inuri-Margnat Paloma | + 4' 38"    |

### 5ª etapa A[4]
16-09-1965: La Rabassa 6 km (CRI)
| Resultado de la 5ª etapa A \| \| Ciclista \| Equipo \| Tiempo \| \| - \| ------------------ \| ------ \| ------- \| \| 1 \| Francisco Gabica \| Kas \| 16' 21" \| \| 1 \| Joao Peixoto Alves \| Olsa \| m. t. \| \| 1 \| Ventura Díaz \| Olsa \| m. t. \| |                    |        |         |
| | Ciclista           | Equipo | Tiempo  |
| 1 | Francisco Gabica   | Kas    | 16' 21" |
| 1 | Joao Peixoto Alves | Olsa   | m. t.   |
| 1 | Ventura Díaz       | Olsa   | m. t.   |

### 5ª etapa B
16-09-1965: San Julián de Loria - Olot 161 km
|   | Ciclista         | Equipo                   | Tiempo     |
| - | ---------------- | ------------------------ | ---------- |
| 1 | Roberto Poggiali | Ignis                    | 4h 04' 52" |
| 2 | André Foucher    | Pelforth-Sauvage-Lejeune | m. t.      |
| 3 | Joseph Carrara   | Pelforth-Sauvage-Lejeune | + 07"      |

|   | Ciclista                | Equipo               | Tiempo      |
| - | ----------------------- | -------------------- | ----------- |
| 1 | Antonio Gómez del Moral | Kas                  | 16h 55' 17" |
| 2 | Carlos Echeverría       | Kas                  | + 5' 27"    |
| 3 | Ginés García            | Inuri-Margnat Paloma | + 5' 38"    |

### 6ª etapa A[5]
17-09-1965: Olot - La Bisbal de Ampurdán 114 km
| Resultado de la 6ª etapa A \| \| Ciclista \| Equipo \| Tiempo \| \| - \| ------------- \| ------------------------ \| ---------- \| \| 1 \| Willy Monty \| Pelforth-Sauvage-Lejeune \| 2h 46' 41" \| \| 2 \| Johny Schleck \| Pelforth-Sauvage-Lejeune \| + 24" \| \| 3 \| Ramón Sáez \| Inuri-Margnat Paloma \| m. t. \| |               |                          |            |
| | Ciclista      | Equipo                   | Tiempo     |
| 1 | Willy Monty   | Pelforth-Sauvage-Lejeune | 2h 46' 41" |
| 2 | Johny Schleck | Pelforth-Sauvage-Lejeune | + 24"      |
| 3 | Ramón Sáez    | Inuri-Margnat Paloma     | m. t.      |

### 6ª etapa B
17-09-1965: La Bisbal de Ampurdán - San Felíu de Guixols 38 km (CRI):
|   | Ciclista                | Equipo | Tiempo  |
| - | ----------------------- | ------ | ------- |
| 1 | Antonio Gómez del Moral | Kas    | 51' 01" |
| 2 | Francisco Gabica        | Kas    | + 28"   |
| 3 | Valentín Uriona         | Kas    | + 37"   |

|   | Ciclista                | Equipo | Tiempo      |
| - | ----------------------- | ------ | ----------- |
| 1 | Antonio Gómez del Moral | Kas    | 20h 33' 23" |
| 2 | Carlos Echeverría       | Kas    | + 6' 18"    |
| 3 | Roberto Poggiali        | Ignis  | + 7' 02"    |

### 7ª etapa A[6]
16-09-1966: (7A Colliure - San Felíu de Guixols 86 km) y (7B San Felíu de Guixols – Lloret de Mar 43 km CRI):
| Resultado de la 7ª etapa A \| \| Ciclista \| Equipo \| Tiempo \| \| - \| ----------------- \| ------------------------ \| ---------- \| \| 1 \| Willy Monty \| Pelforth-Sauvage-Lejeune \| 5h 22' 40" \| \| 2 \| Adriano Passuello \| Ignis \| m. t. \| \| 3 \| Imerio Massignan \| Ignis \| m. t. \| |                   |                          |            |
| | Ciclista          | Equipo                   | Tiempo     |
| 1 | Willy Monty       | Pelforth-Sauvage-Lejeune | 5h 22' 40" |
| 2 | Adriano Passuello | Ignis                    | m. t.      |
| 3 | Imerio Massignan  | Ignis                    | m. t.      |

### 7ª etapa B
13-09-1968: Figueras – Rosas, 45,0 km. (CRI):
|   | Ciclista          | Equipo               | Tiempo     |
| - | ----------------- | -------------------- | ---------- |
| 1 | Ramón Sáez        | Inuri-Margnat Paloma | 1h 28' 16" |
| 2 | Antonio Bertrán   | Ferrys               | m. t.      |
| 3 | Carlos Echeverría | Kas                  | m. t.      |

|   | Ciclista                | Equipo | Tiempo      |
| - | ----------------------- | ------ | ----------- |
| 1 | Antonio Gómez del Moral | Kas    | 27h 24' 23" |
| 2 | Carlos Echeverría       | Kas    | + 6' 14"    |
| 3 | Roberto Poggiali        | Ignis  | + 7' 02"    |

### 8ª etapa[7]
19-09-1965: Castelldefels - Barcelona, 68,0 km.:
|   | Ciclista          | Equipo                   | Tiempo     |
| - | ----------------- | ------------------------ | ---------- |
| 1 | Valentín Uriona   | Kas                      | 1h 43' 44" |
| 2 | Édouard Delberghe | Pelforth-Sauvage-Lejeune | m. t.      |
| 3 | Imerio Massignan  | Ignis                    | m. t.      |

|   | Ciclista                | Equipo | Tiempo      |
| - | ----------------------- | ------ | ----------- |
| 1 | Antonio Gómez del Moral | Kas    | 29h 08' 07" |
| 2 | Carlos Echeverría       | Kas    | + 6' 14"    |
| 3 | Roberto Poggiali        | Ignis  | + 7' 02"    |

## Clasificación General
|    | Ciclista                | Equipo                   | Tiempo      |
| -- | ----------------------- | ------------------------ | ----------- |
|    | Antonio Gómez del Moral | Kas                      | 29h 08' 07" |
| 2  | Carlos Echeverría       | Kas                      | + 6' 14"    |
| 3  | Roberto Poggiali        | Ignis                    | + 7' 02"    |
| 4  | Ginés García            | Inuri-Margnat Paloma     | + 7' 17"    |
| 5  | Antonio Suárez Vázquez  | AC Montjuïc-Tedi         | + 9' 25"    |
| 6  | Imerio Massignan        | Ignis                    | + 9' 30"    |
| 7  | Hans Junkermann         | Inuri-Margnat Paloma     | + 9' 49"    |
| 8  | Johny Schleck           | Pelforth-Sauvage-Lejeune | + 9' 54"    |
| 9  | Francisco Gabica        | Kas                      | + 9' 54"    |
| 10 | Valentín Uriona         | Kas                      | + 11' 07"   |

## Clasificaciones secundarias
|   | Ciclista           | Equipo | Puntos    |
| - | ------------------ | ------ | --------- |
| 1 | Joaquín Galera     | Kas    | 38 puntos |
| 2 | Joao Peixoto Alves | Olsa   | 34 puntos |
| 3 | Francisco Gabica   | Kas    | 16 puntos |

|   | Ciclista      | Equipo               | Puntos    |
| - | ------------- | -------------------- | --------- |
| 1 | Francesc Suñé | Ferrys               | 12 puntos |
| 2 | Ramón Sáez    | Inuri-Margnat Paloma | 6 puntos  |

|   | Ciclista                | Equipo | Puntos |
| - | ----------------------- | ------ | ------ |
| 1 | Imerio Massignan        | Ignis  |        |
| 2 | Antonio Gómez del Moral | Kas    |        |
| 3 | Carlos Echeverría       | Kas    |        |

|   | Equipo               | Nacionalidad | Tiempo       |
| - | -------------------- | ------------ | ------------ |
| 1 | Kas                  | España       | 116h 59' 43" |
| 2 | Inuri-Margnat Paloma | Francia      | + 19'02"     |
| 3 | Fagor                | España       | + 21' 58"    |